# Sericesthis lutea
Sericesthis lutea är en skalbaggsart som beskrevs av Britton 1987. Sericesthis lutea ingår i släktet Sericesthis och familjen Melolonthidae. Inga underarter finns listade i Catalogue of Life.